# Theodoros
Theodoros var en bildhuggare och arkitekt i antikens Grekland. Theodoros var son till arkitekten och skulptören Rhoikos och tillsammans skapade de flera större tempelanläggningar. Theodoros utgav en bok om Heratemplet på Samos, vars uppförande påbörjades omkring 570 f.Kr. Templet totalförstördes av perserna omkring 530 f.Kr.. Theodoros och hans bok om Heratemplet på Samos omnämndes av den romerske arkitekten Vitruvius.